# Демократично обновление на Македония
Демократично обновление на Македония (ДОМ) (на македонска литературна норма: Демократска обнова на Македонија) е политическа партия в Северна Македония. Партията официално се застъпва за зелената идея. Основана е на 26 ноември 2005 г., а официално на 28 януари 2006 г. с учредително събрание. За председател на партията е избрана напусналата Либерално-демократическата партия Лиляна Поповска. На парламентарните избори през 2006 г. печели едно депутатско място, заето от Поповска като председател на партията.
ДОМ подкрепя правителствата на Никола Груевски, а нейната представителка Соня Лепиткова е заместник-министър (2006–2011) и главен секретар (от 2011) в министерството на околната среда. На парламентарните избори ДОМ през 2008, 2011 и 2014 участва като част от коалицията около ВМРО-ДПМНЕ, при което лидерката Лиляна Поповска е избирана като единствен депутат от ДОМ в управляващото мнозинство.
След 2015 г. ДОМ изоставя съюза с ВМРО-ДПМНЕ и преминава в противополжното опозиционно обединение около СДСМ. На парламентарните избори през 2016 г. излъчва двама депутати - Лиляна Поповска и Мая Морачанин. На партиен конгрес на 28 октомври 2018 г. Поповска предава ръководството и за председател е избарана Мая Морачанин.